# Мищенко, Михаил Васильевич
Михаи́л Васи́льевич Ми́щенко (27 июня 1989, Ижевск) — российский футболист, защитник.

## Карьера

### Клубная
Начинал в СДЮСШОР по футболу Ижевска, первый тренер — Коротаев Станислав Юрьевич. Футбольную карьеру начал в «СОЮЗ-Газпроме». Затем три сезона провёл в казанском «Рубине», но не сыграл за него ни одного матча в Чемпионате, играя, в основном, в матчах Кубка России и молодёжного первенства. За это время трижды отравлялся в аренду: в «Терек», в составе которого дебютировал в Премьер-лиге, «Аланию» и «Вентспилс». 28 марта 2011 года подписал контракт с московским «Торпедо». 2 сентября 2013 года перешёл на правах аренды в «Ангушт». 18 февраля 2014 года расторг контракт с «Торпедо», после чего подписал контракт с саратовским «Соколом». 6 августа 2014 года стал игроком «Сахалина». В 2015 году пополнил ряды «Тосно», после чего был отдан в аренду «Лучу-Энергии». Перед сезоном 2016/17 перешёл в «Сибирь». В сезоне 2017/18 подав жалобу клуб в Палату по разрешениям споров РФС в связи с задолженностью и в январе 2017 перешёл в «Тамбов». В июне 2019 покинул клуб и через 1,5 месяца перешёл в клуб чемпионата Белоруссии «Торпедо-БелАЗ».

### В сборной
В составе студенческой сборной России участвовал во Всемирной Универсиаде 2011 года в Шэньчжэне, где россияне стали четвёртыми. 23 июня 2013 года был включён в окончательный список студенческой сборной России для участия во Всемирной Универсиаде в Казани.

## Достижения
- Серебряный призёр чемпионата Латвии: 2010
- Бронзовый призёр Первого дивизиона: 2009
- Победитель зоны «Центр» ПФЛ: 2013/14
- Победитель ФНЛ 2018/2019

## Личная жизнь
27 октября 2012 года женился на Анастасии.
25 мая 2014 года родился сын Сергей.